# La llamada
La llamada is een Spaanse film uit 2017, geregisseerd door Javier Ambrossi en Javier Calvo.

## Verhaal
De 17-jarige meisjes María en Susana brengen de zomer door in het christelijk kamp La Brújula in Segovia, waar ze al sinds hun jeugd naartoe gaan. Ze houden allebei van reggaeton, maar wanneer God aan María verschijnt zullen hun levens veranderen.

## Rolverdeling
| Acteur                 | Personage      |
| ---------------------- | -------------- |
| Macarena García        | María          |
| Anna Castillo          | Susana         |
| Belén Cuesta           | Milagros       |
| Gracia Olayo           | Madre Bernarda |
| Richard Collins-Moore  | Dios           |
| María Isabel Díaz Lago | Janice         |
| Secun de la Rosa       | Carlos         |
| Víctor Elías           | Joseba         |
| Esti Quesada           | Marta          |

## Ontvangst

### Prijzen en nominaties
Een selectie:
| Jaar | Evenement                       | Categorie                  | Genomineerde                  | Resultaat   |
| ---- | ------------------------------- | -------------------------- | ----------------------------- | ----------- |
| 2018 | Premios Goya (32ste uitreiking) | Beste vrouwelijke bijrol   | Anna Castillo                 | Genomineerd |
| 2018 | Premios Goya (32ste uitreiking) | Beste vrouwelijke bijrol   | Belén Cuesta                  | Genomineerd |
| 2018 | Premios Goya (32ste uitreiking) | Beste bewerkt scenario     | Javier Ambrossi, Javier Calvo | Genomineerd |
| 2018 | Premios Goya (32ste uitreiking) | Beste debuterend regisseur | Javier Ambrossi, Javier Calvo | Genomineerd |
| 2018 | Premios Goya (32ste uitreiking) | Beste origineel nummer     | Leiva ("La llamada")          | Gewonnen    |